# Holcocera iceryaeella
Holcocera iceryaeella é uma espécie de mariposa do gênero Holcocera pertencente à família Coleophoridae.